# Acte d'amour
Pour plus de détails, voir Fiche technique et Distribution.
Acte d'amour (Atto di dolore) est un film franco-italien réalisé par Pasquale Squitieri, sorti en 1990.

## Synopsis
A Milan, Elena (Claudia Cardinale) est veuve et doit élever seul ses deux enfants, Martina (Giulia Boschi) et Sandro (Karl Zinny). Lorsqu'elle apprend que son fils est toxicomane, elle tente de le faire sortir de l'enfer de la drogue.

## Fiche technique
- Titre français : Acte d'amour
- Titre original : Atto di dolore
- Réalisation : Pasquale Squitieri
- Scénario : Pasquale Squitieri, Nanni Balestrini, Fabio Traversa (it) et Sergio Bianchi
- Décors : Massimo Carubelli
- Photographie : Romano Albani (it)
- Montage : Fiorenza Muller
- Société(s) de production : Istituto Luce-Italnoleggio Cinematografico, Vidi, Rai 2, Cinémax
- Société(s) de distribution : Artédis, Istituto Luce-Italnoleggio Cinematografico
- Budget :
- Pays d'origine :  France,  Italie
- Langue originale : italien
- Format : Couleur — 35 mm — 2.35:1
- Genre : drame
- Durée : 108 minutes
- Dates de sortie :
  - Canada : 30 aout 1990 (Festival des films du monde de Montréal)
  - Italie : 3 mai 1991
  - France : 3 juillet 1991

## Distribution
- Claudia Cardinale : Elena
- Bruno Cremer : Armando
- Karl Zinny : Sandro
- Giulia Boschi : Martina
- Memè Perlini : Ramella
- Ferruccio De Ceresa (it) : Salvi
- Enrico Lo Verso : Geraci
- Clara Colosimo : Comtesse Cini
- Victoria Zinny : Amelia
- Maria Belfiore
- Gabriele Muccino
- Mario Granato
- Raimondo Penne
- Roberta Chiu
- Tania Alexander
- Claudio Spadaro (it)
- Fabio Traversa (it)
- Benito Artesi (it)
- Marco Becchini
- Pasquale Calone
- Manoel Claudiano
- Graziella Comana
- Almina De Sanzio
- Giovanni Di Benedetto (it)
- Francesco Dominedò
- Vincenzo Failla (it)
- Patrizia La Fonte (it)
- Amedeo Letizia
- Ubaldo Lo Presti (it)
- Ferdinando Maddaloni
- Giovanna Mainardi
- Eliana Miglio
- Carmen Pilato
- Andrea Spina

## Distinctions
- Golden Globes 1992 de la meilleure actrice pour Claudia Cardinale.
- Nomination au Ruban d'argent de la meilleure actrice 1992 pour Claudia Cardinale.